# 3754 Kathleen
3754 Kathleen је астероид главног астероидног појаса. Приближан пречник астероида је 53,23 ,
а средња удаљеност астероида од Сунца износи 3,160 астрономских јединица (АЈ).
Инклинација (нагиб) орбите у односу на раван еклиптике је 8,458 степени, а орбитални период износи 2052,000 дана (5,618 година). Ексцентрицитет орбите астероида износи 0,108.
Апсолутна магнитуда астероида износи 10,00 а геометријски албедо 0,062.
Астероид је откривен 16. марта 1931. године.